# Teamkiller
Teamkiller war eine deutsche Hardcore-Band aus Stuttgart.

## Geschichte
Teamkiller wurde 2003 von Peter Bastian (Bassist von Absidia), Fabian Kenner (Schlagzeuger bei Sidekick), Michael Speidel (Gesang), sowie den Gitarristen Chris Holt und Felix Grammer gegründet. Im selben Jahr veröffentlichte man ein erstes Demo und spielte einige Auftritte, die sehr positiv aufgenommen wurden. Berufsbedingt musste Fabian Kenner aussteigen und wurde für die nächste Zeit, sowie die Debüt-EP Some Scars, Some Hope durch Michele Danze ersetzt.
Die erste LP Bad Signs wurde 2006 veröffentlicht und von Kritikern sehr gut aufgenommen. Als Gastsänger fungierten u. a. Scott Vogel von Terror und Federico Carminitana von Cataract. Als Sänger Michael Speidel ausstieg, übernahm Peter Bastian den Gesang, Jan Heinisch von Heartbreak Ridge wurde neuer Bassist.
Vor allem ist die Band bekannt durch ihre Auftritte mit Genregrößen wie Hatebreed, Agnostic Front, Terror, Madball, Throwdown oder Ignite.
Im Frühjahr 2011 löste sich die Band nach einer Abschiedstour und einem letzten Konzert mit der befreundeten Band Final Prayer in ihrer Heimatstadt Stuttgart auf.

## Diskografie
- 2003: Teamkiller (Demo, Our World Records)
- 2003: untitled split w/ Bleed Into One (EP, Dead Serious Records)
- 2005: Some Hope, Some Scars (EP, Dead Serious)
- 2006: Bad Signs (Album, Dead Serious)
- 2009: same titled (EP, Cobra Records / Acuity.Music)
- 2010: Bound to Samsara (Album, Let It Burn Records / Acuity.Music)